# Unabhängigkeitstag (Albanien)

Flagge Albaniens

Der Unabhängigkeitstag (albanisch Dita e Pavarësisë oder offiziell Dita e Flamurit) ist ein Nationalfeiertag Albaniens, der jährlich am 28. November begangen wird. Er erinnert an die albanische Unabhängigkeitserklärung vom Osmanischen Reich vom  28. November 1912.

## Geschichte
Der albanische Unabhängigkeitskampf lässt sich bis in das 15. Jahrhundert zurückverfolgen, als die Osmanen erstmals die Kontrolle über albanisches Land übernahmen. Am 28. November 1443 soll Skanderbeg die gleiche Flagge in Kruja  gehisst haben.
Maßgebend für die Unabhängigkeitserklärung war die Entwicklung des albanischen Nationalismus im 19. Jahrhundert, die sogenannte Rilindja. Auslöser war am Schluss der Zerfall des Osmanischen Reichs während der Balkankriege und die Ansprüche der Nachbarvölker auf Siedlungsgebiet der Albaner.
Am 28. November 1912 erklärte eine Versammlung von Albanern in Vlora aus dem ganzen Südwestbalkan die Unabhängigkeit Albaniens. Ismail Qemali hisste darauf die albanische Flagge. Die Anerkennung des jungen Staats und die Festlegung der Grenze Albaniens waren ein langwieriger Prozess über die folgenden Jahre.
Am 29. November 1944 verließen die letzten deutschen Besatzungstruppen Albanien. Der Tag wurde ebenfalls zum Nationalfeiertag erklärt (Dita e Çlirimit), ist aber wegen seiner ideologische Einvernahme durch die Kommunisten umstritten.

## Bedeutung

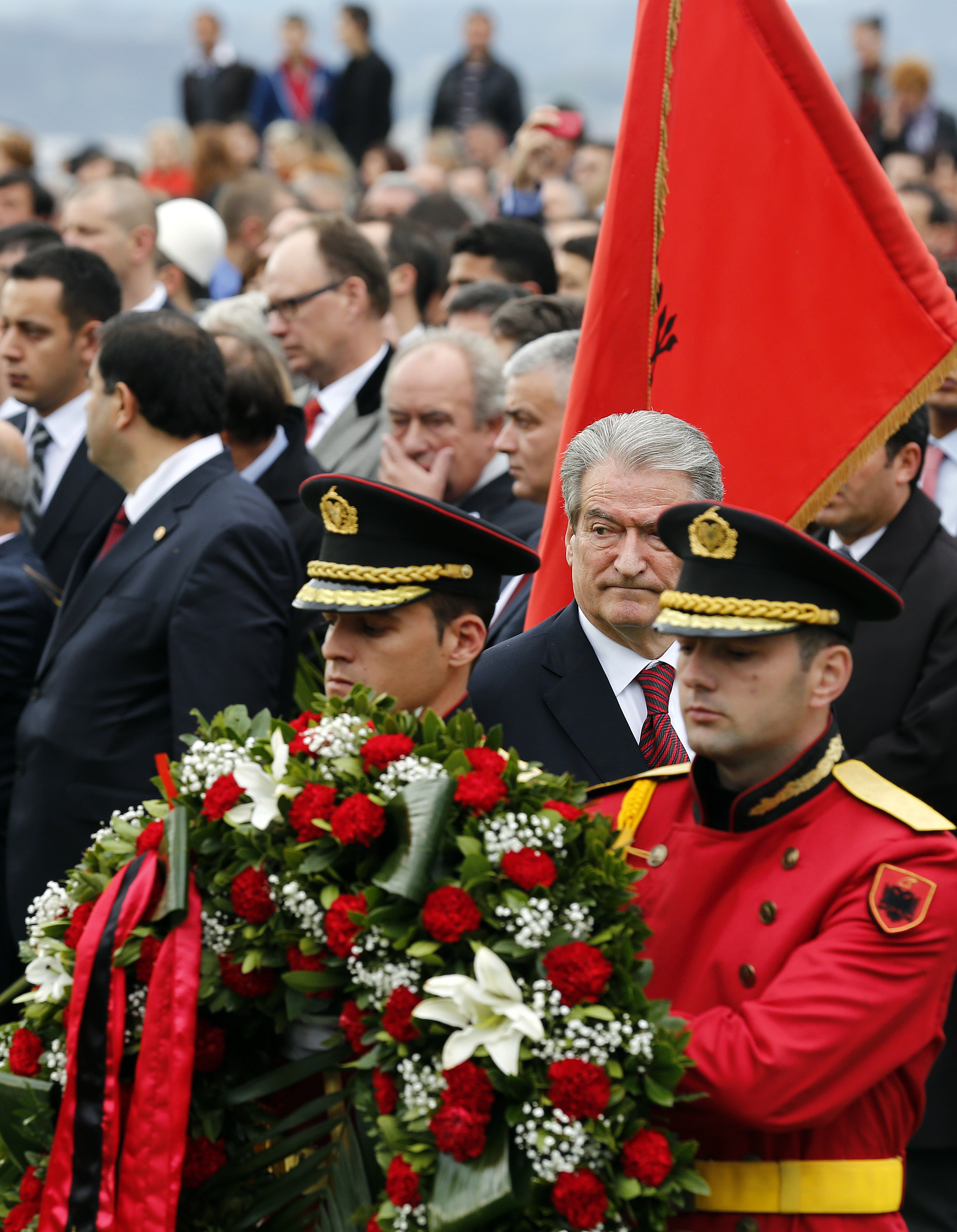
Feierlichkeiten zum 100. Jubiläum der Gründung des albanischen Staats

Der Nationalfeiertag ist in der Verfassung der Republik Albaniens festgelegt (Artikel 14, Ziff. 5).
Der 28. November wird auch von Albanern außerhalb der Republik Albaniens gefeiert. So ist er in Kosovo ein nationaler Gedenktag.